# Faqueer Shahabuddin Ahmad
Faqueer Shahabuddin Ahmad est le 2e procureur général du Bangladesh, succédant à M. H. Khandaker en 1972.

## Carrière
Ahmad est l'un des avocats de Sheikh Mujibur Rahman, avec Kamal Hossain, dans l'affaire de la conspiration d'Agartala.

## Vie privée
Faqueer Shahabuddin Ahmad est marié avec Ayesha Akhtar, de Dacca. Ils ont sept enfants, dont une fille, Marina Ahmad, qui est chanteuse de musique classique Hindustani.
Il est l'oncle d'Abdus Sattar, qui était un éminent banquier de son temps, a travaillé à la National Bank of Pakistan, à la Sonali Bank, à la Bank of Credit and Commerce, International (BCCI), et à la UAE Bangladesh Investment Company.